# Barbara Kieliszewska-Rokicka
Barbara Krystyna Kieliszewska-Rokicka (ur. 22 sierpnia 1947 w Poznaniu) – polska ekolożka, dr hab. nauk biologicznych, profesor nadzwyczajny i dyrektor Instytutu Biologii Środowiska Wydziału Nauk Przyrodniczych Uniwersytetu Kazimierza Wielkiego w Bydgoszczy.

## Życiorys
W 1982 obroniła pracę doktorską Wielopostaciowość i funkcja fizjologiczna niektórych enzymów utleniających sosny zwyczajnej (pinus sylvestris L.), 20 marca 2001 habilitowała się na podstawie pracy zatytułowanej Badania wpływu czynników stresowych na funkcjonowanie grzybów ektomikoryzowych i ektomikoryz sosny zwyczajnej. 1 sierpnia 2011 nadano jej tytuł profesora w zakresie nauk biologicznych. Została zatrudniona na stanowisku docenta w Instytucie Dendrologii Polskiej Akademii Nauk.
Piastuje stanowisko profesora nadzwyczajnego i dyrektora w Instytucie Biologii Środowiska na Wydziale Nauk Przyrodniczych Uniwersytetu Kazimierza Wielkiego w Bydgoszczy.

## Publikacje
- 2004: Diversity of spruce ectomycorrhizal morphotypes in four mature forest stands in Poland[1]
- 2007: Fine roots and ectomycorrhizas as indicators of environmental change[1]
- 2007: Fatty acid composition of various ectomycorrizal fungi and ectomycorrhizas of Norway spruce[1]
- 2009: Relationship between genotype and soil environment during colonization of poplar roots by mycorrhizal and endophytic fungi[1]